# 007 - Quantum of Solace
007 - Quantum of Solace (em inglês:  Quantum of Solace) é filme britano-estadunidense de 2008, dirigido por Marc Forster para a EON Productions, a Metro-Goldwyn-Mayer e a Columbia Pictures. Trata-se do 22.º filme da franquia de James Bond e o segundo protagonizado por Daniel Craig.
Neste filme, sequência direta de Casino Royale, Bond luta contra o rico empresário Dominic Greene, membro da organização Quantum que finge ser um ambientalista mas planeja armar um golpe militar na Bolívia para assumir o controle das reservas de água do país. Procurando vingar-se pela morte de Vesper Lynd, Bond recebe ajuda de Camille Montes, que também procura vingança.
O produtor Michael G. Wilson desenvolveu a trama do filme enquanto Casino Royale ainda estava sendo filmado. Neal Purvis, Robert Wade e Paul Haggis colaboraram no roteiro. O título foi tirado de um conto de Ian Fleming do livro For Your Eyes Only, apesar do filme não possuir nenhum elemento da história original. As locações de filmagem incluíram o México, Panamá, Chile, Itália, Áustria e País de Gales, enquanto os cenários de interiores foram construídos e filmados no Pinewood Studios. Foster tinha a intenção de fazer um filme moderno com temas clássicos do cinema; um Douglas DC-3 foi usado em uma sequência de voo, e os cenários criados por Dennis Gassner eram reminiscentes dos trabalhos de Ken Adam nos primeiros filmes da série. Se afastando dos usuais vilões de Bond, Foster rejeitou qualquer aparência grotesca para o personagem de Dominic Greene a fim de enfatizar a natureza secreta e dos vilões contemporâneos do filme.[carece de fontes?]
A música tema do filme é "Another Way to Die" de Jack White e Alicia Keys, que foi composta e produzida por Jack White. Ela saiu como single nos Estados Unidos no dia 30 de setembro de 2008 e na Europa em 20 de outubro.
Quantum of Solace estreou na Odeon Leicester Square em 29 de outubro de 2008, recebendo resenhas mistas que principalmente elogiaram a interpretação de Craig e as sequências de ação, apesar de sentirem que Quantum of Solace não era tão impressionante quanto seu predecessor Casino Royale. Apesar das críticas, o filme é o quarto maior em arrecadação dos filmes de James Bond, sem ajuste de inflação, além de se tornar um dos filmes da franquia de maior arrecadação nos Estados Unidos.[carece de fontes?]

## Enredo
No seguimento de Casino Royale, depois de Mr. White (integrante da organização secreta Quantum) ser alvejado por James Bond (Daniel Craig), é capturado e levado para interrogatório para a Safehouse de Siena com M (Judi Dench), a diretora da MI-6.
Durante o interrogatório, um dos seguranças de M, Mitchell, tenta matá-la e libertar o Sr. White, mas é impedido por Bond, que o mata após uma perseguição. No processo, o Sr. White escapa.
Em Londres, Bond é informado que foram encontradas entre os pertences de Mitchell várias notas marcadas, e que notas idênticas foram usadas para pagar por um hotel no Haiti.
Bond ruma para lá e invade o quarto, onde é atacado por um assassino profissional chamado Slate, a quem mata. Na saída, ele é confundido pela recepcionista com o próprio e recebe uma maleta endereçada a Slate.
Na rua, Bond é abordado por Camille Montes (Olga Kurylenko), que o confunde com um agente da CIA que Slate havia assassinado e cuja identidade ele havia roubado com o objetivo de matar Camille. Ao descobrir isso, Camille confronta seu chefe e amante, Dominic Greene (Mathieu Amalric), um integrante da mesma organização que o Sr. White, que planeja colocar um ditador chamado General Medrano (Joaquin Cosío) no poder da Bolívia em troca de uma parcela de terra onde acredita-se haver petróleo.
Greene conta a Camille que sabe que ela infiltrou-se em sua organização com o objetivo de matar Medrano, que havia matado a família dela anos atrás, e a entrega a Medrano. Bond salva-a após uma perseguição de lanchas com os capangas de Medrano e informa à MI6 sobre a existência de Greene, apenas para descobrir que ele é o CEO de uma grande corporação eco-amigável e que os agentes da CIA Felix Leiter (Jeffrey Wright) e Gregory Bean (David Harbour) o estão apoiando em troca de uma parcela de qualquer vestígio de Petróleo que ele encontrar.
Bond segue Greene até Bregenz, na Áustria, onde Greene comparece a uma reunião da Quantum na casa da música de Bregenz, durante uma peça de ópera. Bond interrompe a reunião e identifica vários integrantes da organização antes de ser atacado pelos capangas deles. No processo, ele acidentalmente mata um guarda-costas que havia confundido Bond com um ladrão e é julgado instável pela MI6 e sua licença para matar é revogada.
Porém, Bond, que quer vingança pela morte de sua amada Vésper Lynd (Eva Green), morta pela organização criminosa Quantum, decide continuar, e pede ajuda a René Mathis (Giancarlo Giannini) para viajar até a Bolívia, onde uma agente inexperiente da MI6, Strawberry Fields (Gemma Arterton) junta-se a eles com o objetivo de levar Bond de volta a Londres, mas ela acaba se apaixonando por Bond e se aliando a ele e os dois fazem amor em seu quarto de hotel mais tarde.
Depois, Bond infiltra-se em uma luxuosa festa promovida por Greene e junta-se à Camille para derrubar Greene e o General Medrano. Porém, Mathis é morto pelo corrupto chefe de polícia local e Bond é incriminado. Enquanto Bond e Camille fogem dos homens de Greene, Fields é morta pelos homens de Greene.
Após uma perseguição de aviões, Bond e Camille descobrem que Greene não quer encontrar petróleo e sim monopolizar as reservas de água da região. Eles retornam para a civilização, onde Félix, com o consentimento de M, informa a Bond a localização de Greene.
Bond e Camille rumam para o local, um hotel no deserto, e enfrentam seus algozes, vingando Mathis no processo. Camille mata o General Medrano, após uma luta, e Bond captura Greene, forçando-o a contar tudo que ele sabe sobre a Quantum antes de deixá-lo para morrer no deserto.
Um mês depois, em Kazan, Rússia, Bond captura Yusuf Cabhira (Simon Kassianides), o namorado de Vésper, que é na verdade um agente da Quantum treinado para seduzir agentes femininas e depois passar-se por capturado para forçá-las a ajudar a Quantum. Tendo finalmente vingado a morte de sua amada, Bond é reintegrado no MI6 e volta seus esforços para derrubar a Quantum de uma vez por todas.

## Elenco
| Personagem           | Ator / Atriz                |
| -------------------- | --------------------------- |
| James Bond           | Daniel Craig                |
| Camille Montes       | Olga Kurylenko              |
| Dominic Greene       | Mathieu Amalric             |
| M                    | Judi Dench                  |
| René Mathis          | Giancarlo Giannini          |
| Agente Fields        | Gemma Arterton              |
| Felix Leiter         | Jeffrey Wright              |
| Gregg Beam           | David Harbour               |
| Sr. White            | Jesper Christensen          |
| Bill Tanner          | Rory Kinnear                |
| Secretário da Defesa | Tim Pigott-Smith            |
| General Medrano      | Joaquín Cosío               |
| Coronel de Polícia   | Fernando Guillen Cuervo     |
| Gemma                | Lucrezia Lante della Rovere |

## Recepção
No site agregador de críticas Rotten Tomatoes, 64% das 302 resenhas dos críticos são positivas. O consenso diz: "Brutal e ofegante (...) proporciona emoções suaves junto com ação frenética, mas, vindo após Casino Royale, ainda é um pouco decepcionante".